# Anna von Bolanden

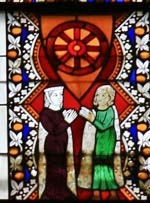
Wappenfenster von Bolanden, Katharinenkirche (Oppenheim), um 1450

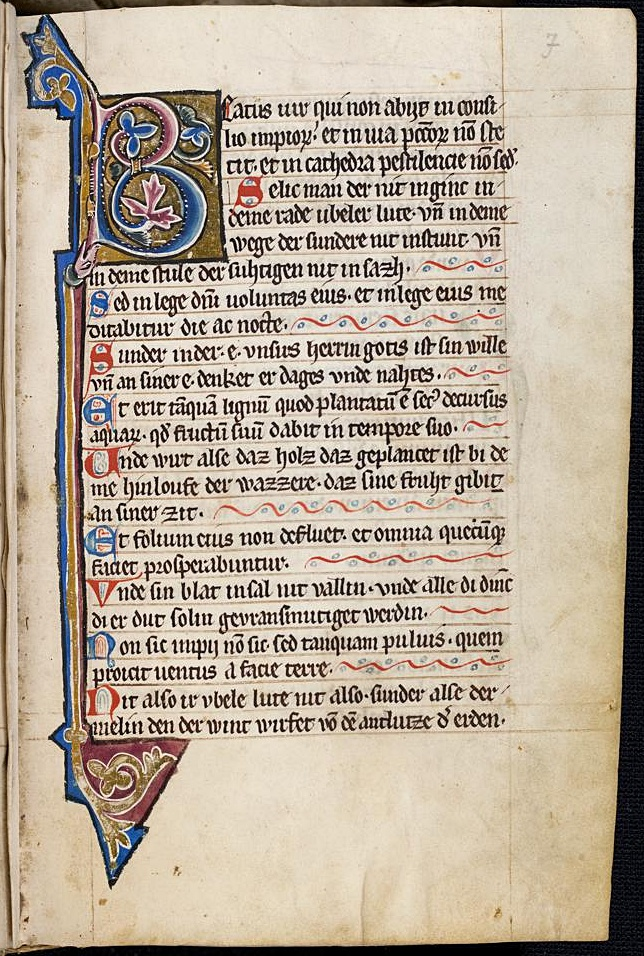
Titelblatt des Psalters der Anna von Bolanden, Codex Lichtenthal 37

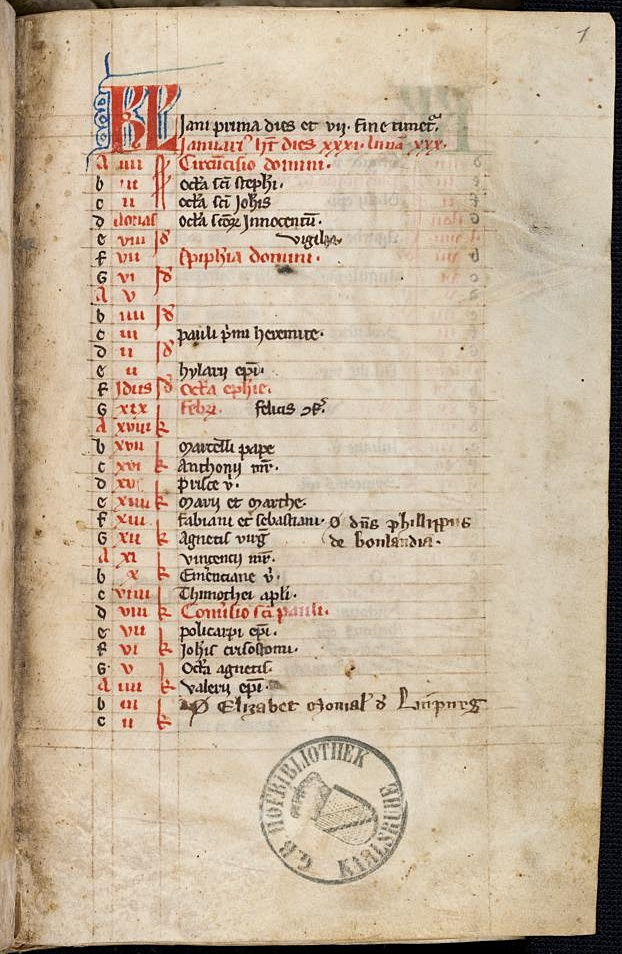
Kalenderblatt "Januar" aus dem Codex Lichtenthal 37, mit handschriftlichem Todeseintrag Annas von Bolanden für ihren Vater Philipp

Anna von Bolanden (* um 1260; † 1320 in Worms) war eine pfälzische Adelige aus dem Ministerialengeschlecht von Bolanden und Zisterzienserin in Worms. Aus ihrem Besitz hat sich ein Codex des 13. Jahrhunderts erhalten.

## Leben
Anna von Bolanden war die Tochter Philipps V. von Bolanden und seiner Gattin Lukardis von Hohenfels. Die Hohenfelser bildeten einen eigenen Zweig des Adelshauses Bolanden. Der Vater amtierte 1269 als Bürgermeister von Oppenheim. Anna war eines von mindestens vier Kindern des Ehepaares. Der Bruder Johann starb 1288 vor Erreichen der Volljährigkeit. Die Schwester Lukarde (auch Luitgard) ehelichte Graf Albrecht von Löwenstein-Schenkenberg, nach dessen Tod Markgraf Rudolf IV. von Baden. Kunegunde, die andere Schwester, war mit Graf Heinrich I. von Sponheim verheiratet und brachte als Mitgift die Herrschaft Tannenfels (später Kirchheim) in den Sponheimer Besitz ein.
Anna von Bolanden lebte als Zisterzienserin im Kloster Kirschgarten  zu Worms, wo sie auch 1320 starb.
Der Speyerer Bischof Friedrich von Bolanden († 1302) war ihr Onkel (Bruder ihres Vaters), dessen Vorgänger Heinrich von Leiningen († 1272) ihr Großonkel (Bruder ihrer Großmutter).
Bei ihrem Schwager Albrecht von Löwenstein-Schenkenberg, dessen Tod sie auch im Kalendarium ihres Gebetbuches vermerkte, handelt es sich um den erstgeborenen Sohn von König Rudolf von Habsburg.

## Historische Bedeutung
Ihre Bedeutung ergibt sich hauptsächlich aus der Hinterlassenschaft eines ihr gehörenden wertvollen deutsch-lateinischen Psalters, aus der 2. Hälfte des 13. Jahrhunderts, der sich heute als Codex Lichtenthal 37 in der Badischen Landesbibliothek in Karlsruhe befindet. In einem vorgeschalteten Kalendarium hat Anna von Bolanden die Todestage ihrer Eltern und verschiedener anderer Verwandten eingetragen. Maria von Öttingen, die zweite Gattin ihres Schwagers Rudolf IV. von Baden, war als Witwe Nonne im Kloster Lichtenthal, wodurch der Codex aus dem Kloster  Kirschgarten (Worms) vermutlich später dorthin gelangte.
Im Codex Lichtenthal 37 sind handschriftlich – offenbar von Anna von Bolanden – die Todesgedächtnisse ihrer folgenden Verwandten eingetragen:
- Philipp von Bolanden,  † 19. Januar 1276 (Vater)
- Lukardis von Hohenfels,  † 26. April 1286 (Mutter)
- Johann von Bolanden, † 10. April 1288  (Bruder)
- Kunigunde von Sponheim, † 20. Mai 1314 (Schwester)
- Albrecht von Löwenstein-Schenkenberg, † 11. Juni 1304 (Schwager)
- Philipp von Löwenstein-Schenkenberg, verh. mit Adelheid von Weinsberg; † 1. September ? (Neffe, Sohn des Vorgenannten)
- Albert von Löwenstein; 2. November ?  (verm. Neffe, Sohn des Vorgenannten)
- Isengart von Hohenfels, † 15. Mai ? (Tante, Schwägerin der Mutter)
- Isengart von Hohenfels, † 23. 2.  ?, Nonne in Kirschgarten (Cousine, Tochter der Vorgenannten)
- Guta von Bolanden, † 19. April ?, Nonne (Schwester des Vaters)
- Agnes von Sponheim, † 22. Juli ?, Nonne
- Elisabeth, † 30. Januar ?, Nonne in Limburg